# دراسة تقييد السعرات الحرارية لقرود المكاك الريسوسي المعهد الوطني للشيخوخة
راسة تقييد السعرات الحرارية لقرود المكاك الريسوسي المعهد الوطني للشيخوخة بدأت في عام 1987 من قبل المعهد الوطني للشيخوخة.وأظهرت أن تحديد السعرات الحرارية لم يمد سنوات من العمر أو حد من الوفيات المرتبطة بالعمر في قرود المكاك الريسوسي. ومع ذلك، فقد حسنت بعض معايير الصحة. وقد تم الإعلان عن هذه النتائج على أنها مختلفة عن دراسة تقييد السعرات الحرارية المكاكية في ولاية ويسكونسن، والتي بدأت أيضا في عام 1987 وأظهرت زيادة في عمر قرود المكاك بعد تحديد السعرات الحرارية.